# Cicadidae
Cicadidae este o familie de insecte din ordinul Hemiptera, subordinul Auchenorrhyncha. Această familie conține unele specii cunoscute sub denumirea de cicade. 

## Genuri

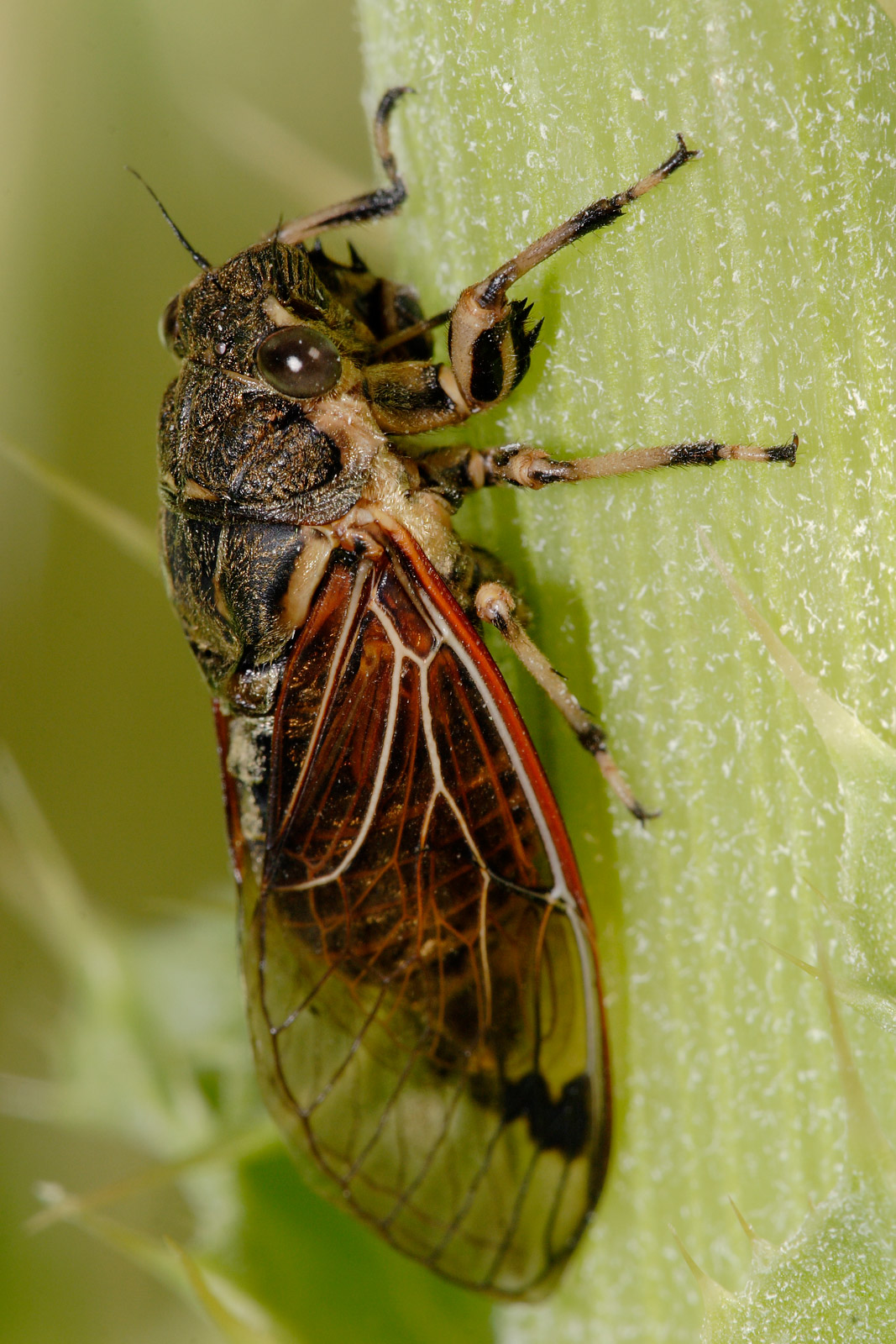
Diemeniana frenchi

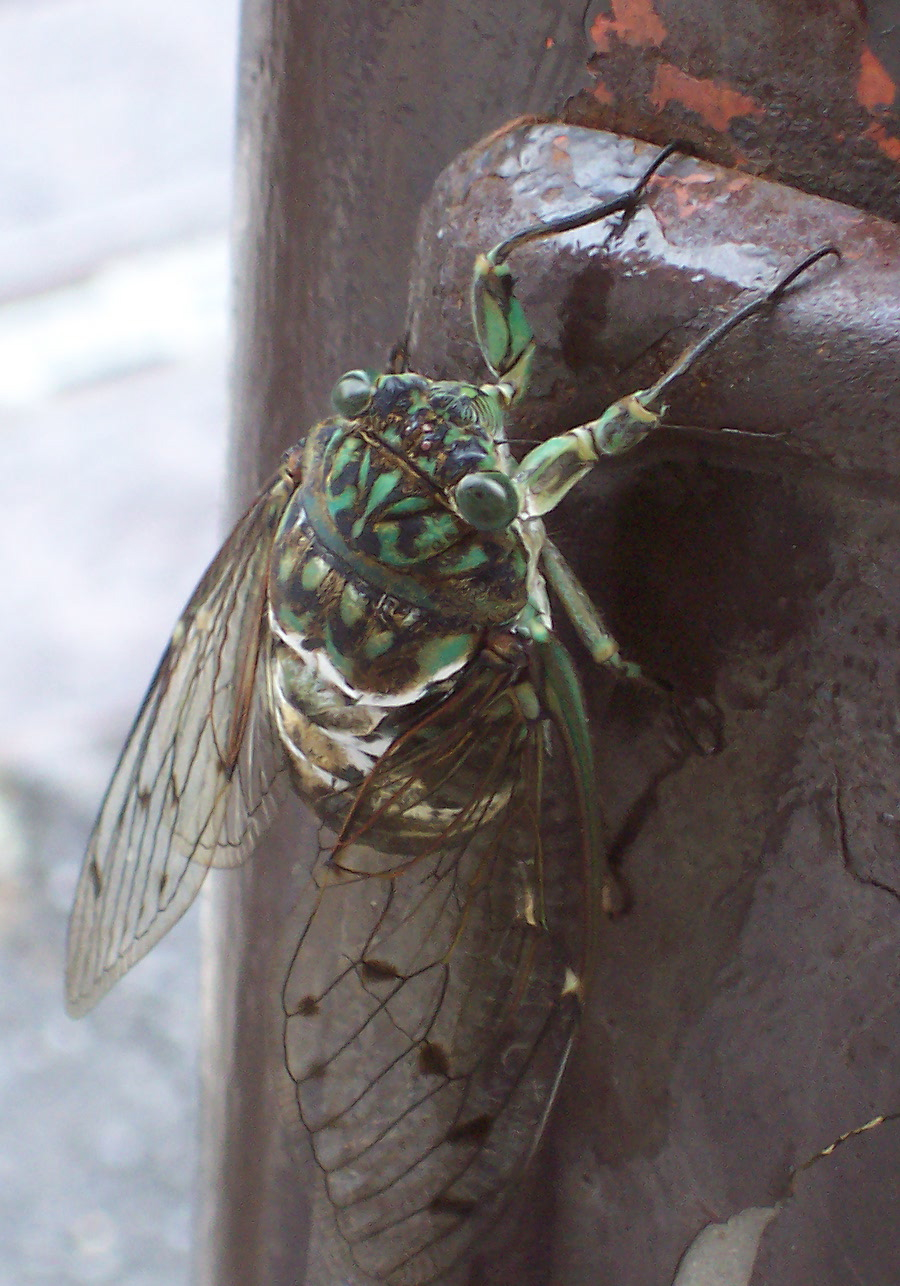
Oncotympana maculaticollis

- Abagazara
- Abricta
- Abroma
- Adeniana
- Aestuansella
- Afzeliada
- Ahomana
- Akamba
- Albanycada
- Aleeta
- Ambragaeana
- Amphipsalta
- Anapsaltodea
- Angamiana
- Arcystasia
- Arenopsaltria
- Arfaka
- Arunta
- Attenuella
- Auta
- Ayuthia
- Azanicada
- Babras
- Baeturia
- Balinta
- Bavea
- Beameria
- Becquartina
- Bijaurana
- Birrima
- Brevisiana
- Burbunga
- Buyisa
- Cacama
- Calopsaltria
- Calyria
- Capcicada
- Carineta
- Chinaria
- Chlorocysta
- Chonosia
- Chremistica
- Chrysocicada
- Cicada
- Cicadatra
- Cicadetta
- Cicadivetta
- Cigarra
- Clidophleps
- Coata
- Conibosa
- Cornuplura
- Cosmopsaltria
- Crassisternata
- Cryptotympana
- Cyclochila
- Cystopsaltria
- Cystosoma
- Daza
- Decebalus
- Derotettix
- Diceroprocta
- Diceropyga
- Diemeniana
- Dilobopyga
- Dinarobia
- Distantalna
- Dorachosa
- Dulderana
- Dundubia
- Durangona
- Elachysoma
- Esada
- Euryphara
- Euterpnosia
- Fidicina
- Formotosena
- Fractuosella
- Froggattoides
- Gaeana
- Garabecka
- Gazuma
- Gerodi
- Glaucopsaltria
- Graptopsaltria
- Graptotettix
- Guaranisaria
- Gudanga
- Guineapsaltria
- Gymnotympana
- Hainanosemia
- Hemidictya
- Henicopsaltria
- Henicotettix
- Herrera
- Hilaphura
- Hovana
- Huechys
- Hyantia
- Hylora
- Illyria
- Imbabura
- Inyamana
- Ioba
- Iruana
- Jacatra
- Jafuna
- Jassopsaltria
- Jiraiya
- Kalabita
- Kanakia
- Karenia
- Katoa
- Kikihia
- Klapperichicen
- Kobonga
- Keckgazara
- Koma
- Kongota
- Koranna
- Kumanga
- Lacetas
- Lembeja
- Lemuriana
- Leptopsalta
- Leptopsaltria
- Ligymolpa
- Lisu
- Luangwana
- Lycurgus
- Lyristes
- Macrosemia
- Macrotristria
- Magicicada
- Malagasia
- Malgachialna
- Malgotilia
- Maoricicada
- Mapondera
- Mardalana
- Marteena
- Masupha
- Maua
- Mauricia
- Megapomponia
- Meimuna
- Melampsalta
- Mendozana
- Mogannia
- Monomatapa
- Mouia
- Muansa
- Muda
- Mura
- Musimoia
- Musoda
- Munza
- Nabalua
- Nablistes
- Nelcynadana
- Neocicada
- Neomuda
- Neoplatypedia
- Nosola
- Notopsalta
- Novemcella
- Okanagana
- Okanagodes
- Orapa
- Orientopsaltria
- Oudeboschia
- Owra
- Oxypleura
- Pacarina
- Paectira
- Pagiphora
- Paharia
- Panka
- Paragudanga
- Paranistria
- Parnisa
- Parnkalla
- Parvittya
- Pauropsalta
- Pinheya
- Platylomia
- Platypedia
- Platypleura
- Plautilia
- Polyneura
- Pomponia
- Prasia
- Procollina
- Prosotettix
- Prunasis
- Psallodia
- Psaltoda
- Psilotympana
- Purana
- Puranoides
- Pycna
- Quesada
- Quintilia
- Rhinopsalta
- Rhodopsalta
- Rustia
- Sadaka
- Salvazana
- Sapantanga
- Saticula
- Scieroptera
- Selymbria
- Severiana
- Sinosena
- Sinotympana
- Sonata
- Soudaniella
- Spoerryana
- Stagea
- Stagina
- Stellenboschia
- Strumosella
- Subpsaltria
- Suisha
- Systophlochius
- Tacua
- Taipinga
- Takapsalta
- Talainga
- Tamasa
- Taphura
- Tanna
- Terpnosia
- Tettigades
- Tettigarcta
- Tettigetta
- Tettigomyia
- Tettigotoma
- Thaumastopsaltria
- Thopha
- Tibicen
- Tibicina
- Tibicinoides
- Tosena
- Toxopeusella
- Trengganua
- Trismarcha
- Tryella
- Tugelana
- Tympanistalna
- Ueana
- Ugada
- Umjaba
- Urabunana
- Venustria
- Viettealna
- Xosopsaltria
- Xossarella
- Yanga
- Zammara
- Zouga